# Lecanora agardhiana
Lecanora agardhiana är en lavart som beskrevs av Ach. Lecanora agardhiana ingår i släktet Lecanora och familjen Lecanoraceae.   Inga underarter finns listade i Catalogue of Life.